# 86
Cette page concerne l'année 86  du calendrier julien. Pour l'année 86 av. J.-C., voir 86 av. J.-C. Pour le nombre 86, voir 86 (nombre).
L'année 86 est une année commune qui commence un dimanche.

## Événements
- 12 janvier : Domitien institue les Jeux capitolins à Rome[1].
- Été : Désastre des légions romaines face aux Daces. Le préfet du prétoire Cornelius Fuscus lance une puissante offensive, qui tourne mal[2]. Cerné dans la vallée de la Timiş, il meurt avec toute son armée. Rome doit payer tribut aux Daces en échange d’une vague reconnaissance.

- Expédition du Romain Julius Maternus dans le Sud du Sahara, effectuée avec l'aide des Garamantes. Il atteint vraisemblablement le Soudan entre le Fezzan et le lac Tchad (pays d'Agisymba)[3].
- Division de la Germanie en deux provinces (Germanie supérieure, Germanie inférieure). Division de la Mésie en deux provinces pour organiser sa défense[4].

## Naissances en 86
- 19 septembre : Antonin le Pieux, empereur romain d'origine gauloise (139)[1].